# Голей Микола Пилипович
Мико́ла Пили́пович Голей (5 квітня 1939, Бонарівка — 21 вересня 2024, Княже) — український поет, краєзнавець.
Автор 6 книг про с. Бонарівка на Замішанщині.

## Біографія
Народився 5 квітня 1939 року в селі Бонарівка Стрижівського повіту Львівського воєводства (Польща). У травні 1945 року спільно з родиною депортований у радянську Україну. На Снятинщину родина Голеїв прибула 2 червня 1945 року.
Здобувши середню освіту, з 1954 року працював мельником у селі Драгасимів. У січні 1956 року за організованим набором його направили у школу ФЗУ на Донбас. 1958 року призваний до Радянської армії. Після демобілізації був шофером у Чернівцях. З 1966 року аж до виходу на пенсію працював на Снятинському меблевому комбінаті.
Одружений. Виховав сина і дві дочки.
Остання книга М. Голея мала назву «З наших» — це упорядковані в 2020—2021 рр. біографії відомих бонарів'ян, а також сучасних нащадків депортованих замішанців з с. Бонарівка поблизу м. Стрижів (Республіка Польща). Офіційно презентована в жовтні 2021 р. в с. Глибока поблизу смт Отинія Івано-Франківської області.
21 вересня 2024 р. помер у с. Княже Коломийського району Івано-Франківської області. Похований там само.

## Літературна діяльність
Першим твором Миколи Голея були спогади у співавторстві «Втрачена земля» про його родинне село Бонарівку, виселене у 1945 році з Надсяння. Нині читачу він пропонує у віршованій формі свої нові твори, які об'єднують його особисту долю, долю родини і долю країни, віршованим словом зупиняє прикарпатське буття й перетворює їх у поезію. Відходячи від документалістики, автор уже проявляє себе самодостатнім співцем покутського буття з усіма його проблемами, демонструє власний поетичний стиль. Без філософських міркувань, просто і виразно, автор освідчується в любові до рідного краю, навколишньої природи, до героїв-земляків, сильних і незламних духом, карбує політичні негаразди молодої країни.
Творчість Миколи Голея відкрилася в час незалежної України. Довгі роки важкої селянської праці не зломили, навпаки, загострили потребу звернутися, а здобута незалежність країни збудила у нього потяг до слова. Його невеликі поетичні рядки вже побачили гранки «України молодої», «Галичини», «Голосу Покуття».
Сюжети його творів — життя, яке його оточує, картини, сповнені любові до землі, на якій виріс і пішов у життя, до Батьківщини, до тих, хто не повернувся з поля бою, непростий період реформ нашого життя. У них душа й непроста біографія автора в контексті історії Покутського краю. Стиль його слова простий, без повчальності, відчувається й гумор.